# Palazzo De Leone (Barletta)
Il Palazzo De Leone è un edificio storico di Barletta, ubicato su Corso Cavour.

## Storia
La prima edificazione risale al 1418. 
Ha poi subito dei rifacimenti: l'ultima risalirebbe al Rinascimento, metà 1500.
Svariate sono state le famiglie nobiliari che hanno abitato il palazzo. La fonte più antica farebbe risalire la prima proprietà a Tancredi Elefante, nobile di Casal Trinità (oggi Trinitapoli).
Il nome attuale lo si deve alla importante famiglia napoletana, di origine spagnola, "De Leon", che a Barletta fece fortuna.
Tuttora è possibile osservare lo stemma di tale famiglia sulla facciata del palazzo.

## Descrizione
Il corpo principale si compone di cinque finestre e un sontuoso balcone, sorretto da tre balaustre.
Al suo interno è possibile osservare una pregevolissima scala ottocentesca.
Il vano scale è decorato da affreschi neorinascimentali fino al lucernario a calotta in vetro. 
Così come la scala, essa è una soluzione tipica dell'Ottocento.
Fino ai primi del '900, era documentata al suo interno una preziosa collezione di dipinti.